# إناري فاشس
إناري فاشس (بالإنجليزية: Inari Vachs)‏ من مواليد 2 سبتمبر 1974 ممثلة إباحية أمريكية.

## روابط خارجية
- إناري فاشس على موقع IMDb (الإنجليزية)
- إناري فاشس على موقع قاعدة بيانات الفيلم (الإنجليزية)